# Pseudochromidae
Famille
Les Pseudochromidae  sont une famille de poissons de l'ordre des Perciformes divisée en quatre sous-familles pour un total de 24 genres et 152 espèces. Ce sont des poissons vivant dans la majorité des cas en eau de mer, mais certaines espèces vivent dans des eaux saumâtres. Leurs tailles sont bien souvent sous les 11 cm, mais les plus grandes espèces peuvent aller jusqu'à 50 cm.

## Liste des sous-familles et genres
Selon World Register of Marine Species (27 mars 2016) :
- sous-famille Anisochrominae Smith, 1954
  - genre Anisochromis Smith, 1954 — (3 espèces)

- sous-famille Assiculinae
  - genre Assiculus Richardson, 1846 — (1 espèce)

- sous-famille Assiculoidinae
  - genre Assiculoides Gill & Hutchins, 1997 — (1 espèce)

- sous-famille Congrogadinae Günther, 1862
  - genre Blennodesmus Günther, 1872 — (1 espèce)
  - genre Congrogadus Günther, 1862 — (6 espèces)
  - genre Halidesmus Günther, 1872 — (5 espèces)
  - genre Halimuraena Smith, 1952 — (3 espèces)
  - genre Halimuraenoides Maugé et Bardach, 1985 — (1 espèce)
  - genre Haliophis Rüppell, 1829 — (3 espèces)
  - genre Natalichthys Winterbottom, 1980 — (3 espèces)
  - genre Rusichthys Winterbottom, 1979 — (2 espèces)

- sous-famille Pseudochrominae Müller & Troschel, 1849
  - genre Assiculoides Gill et Hutchins, 1997 — (1 espèce)
  - genre Assiculus Richardson, 1846 — (1 espèce)
  - genre Cypho Myers, 1940 — (1 espèce)
  - genre Labracinus Schlegel, 1858 — (3 espèces)
  - genre Ogilbyina Fowler, 1931 — (4 espèces)
  - genre Pseudochromis Rüppell, 1835 — (61 espèces)

- sous-famille Pseudoplesiopinae Bleeker, 1875
  - genre Amsichthys Gill et Edwards, 1999 — (1 espèce)
  - genre Chlidichthys Smith, 1953 — (10 espèces)
  - genre Lubbockichthys Gill et Edwards, 1999 — (2 espèces)
  - genre Pectinochromis Gill et Edwards, 1999 — (1 espèce)
  - genre Pseudoplesiops Bleeker, 1858 — (9 espèces)

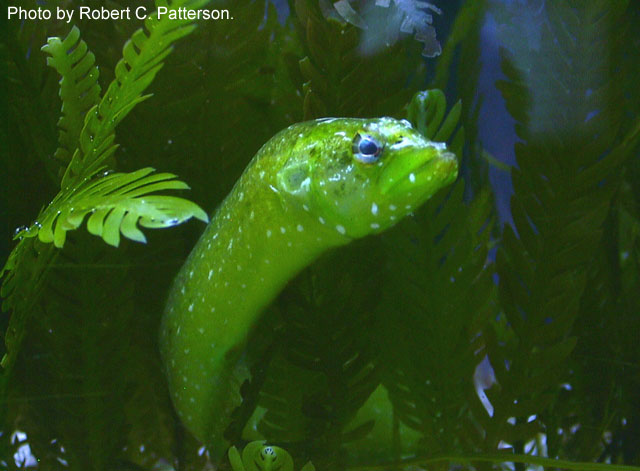
Congrogadus subducens
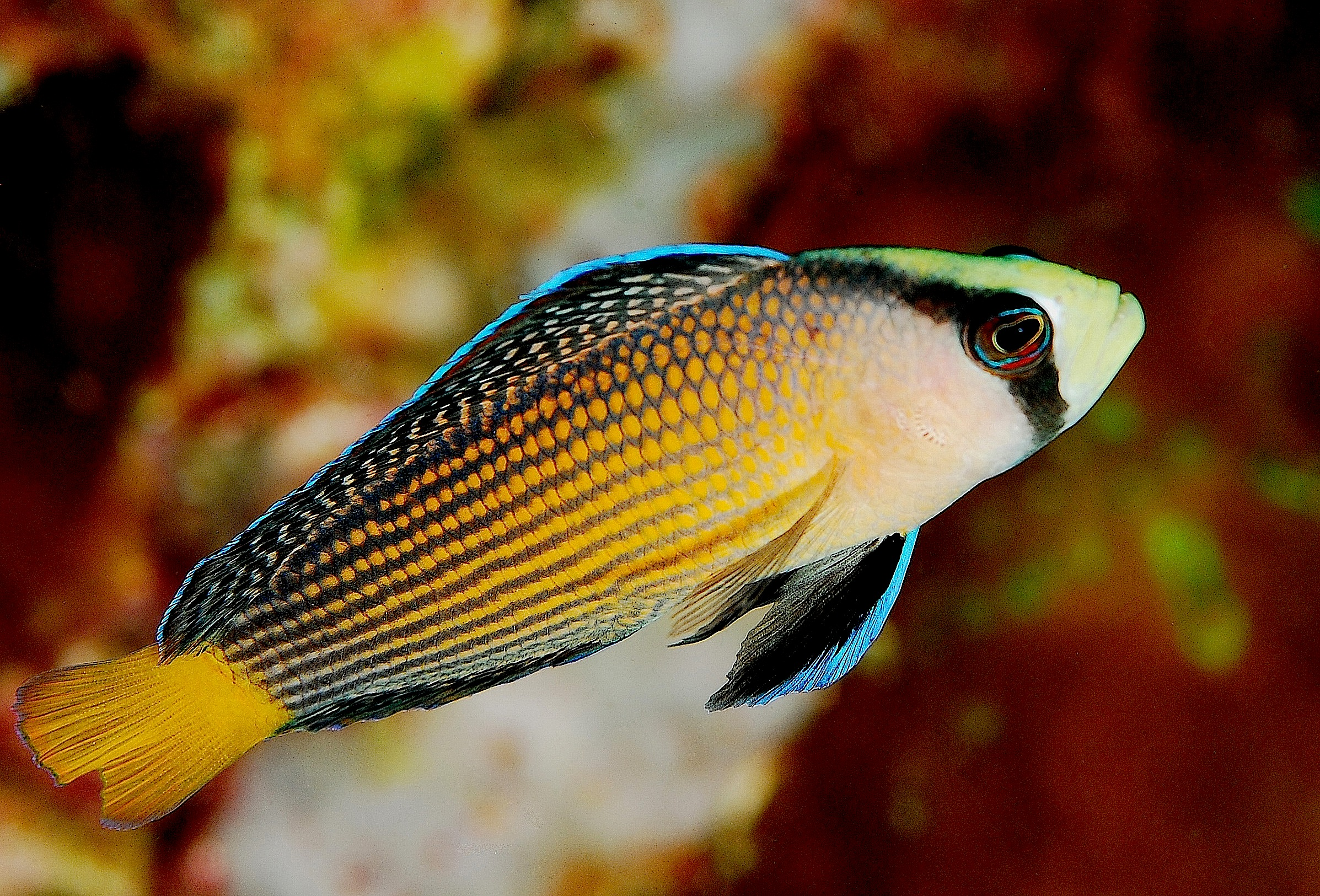
Manonichthys splendens
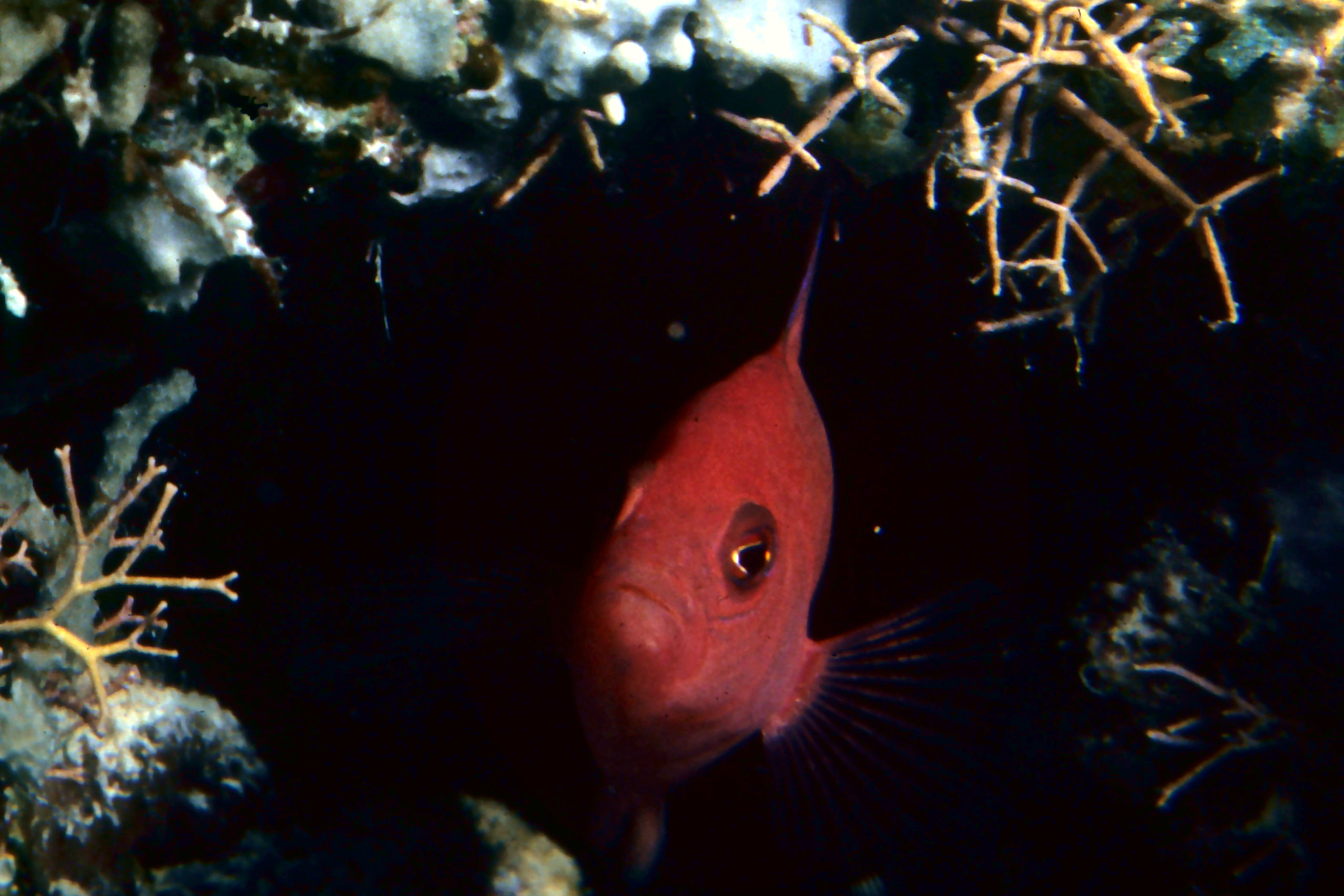
Ogilbyina queenslandiae
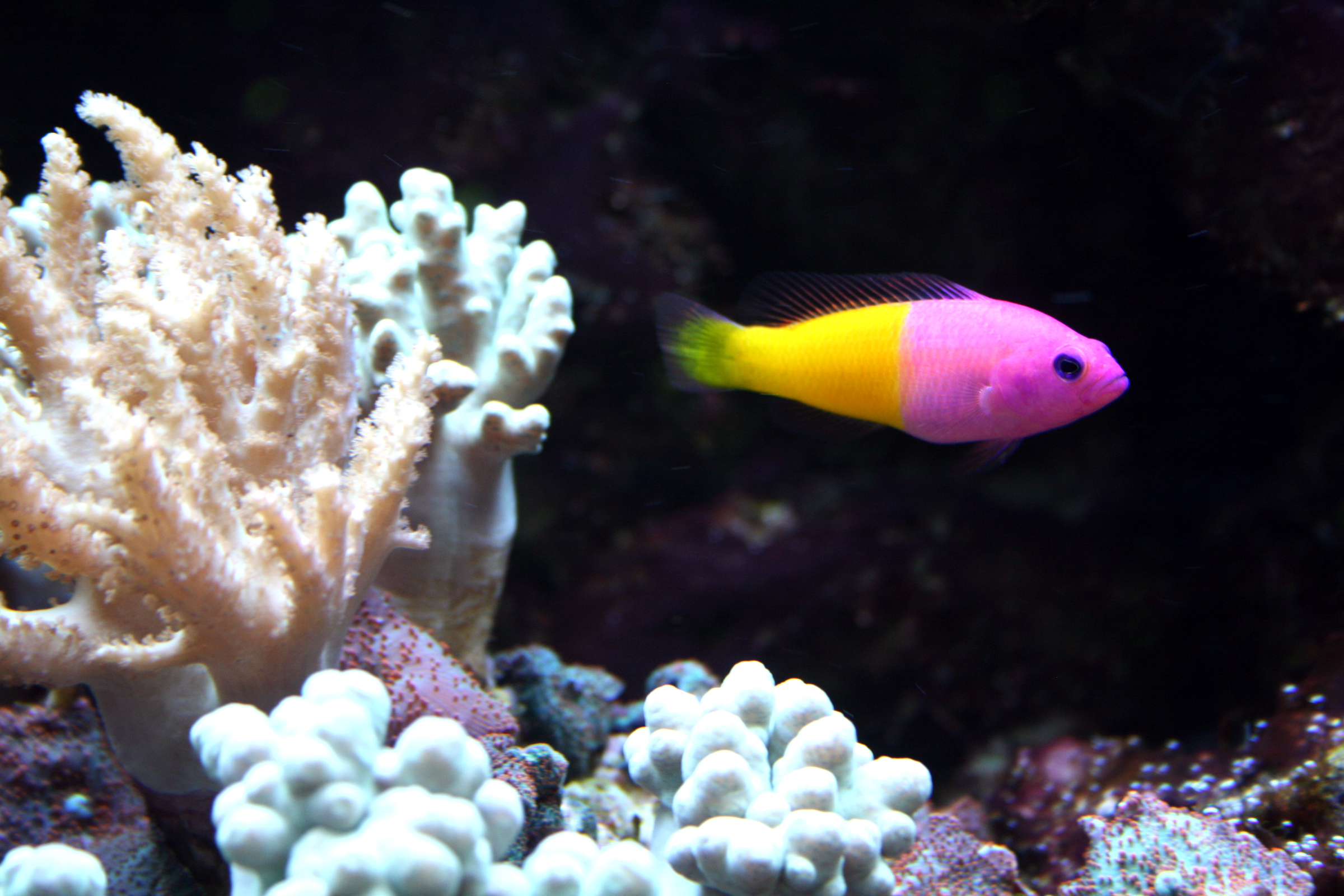
Pseudochromis pacagnellae
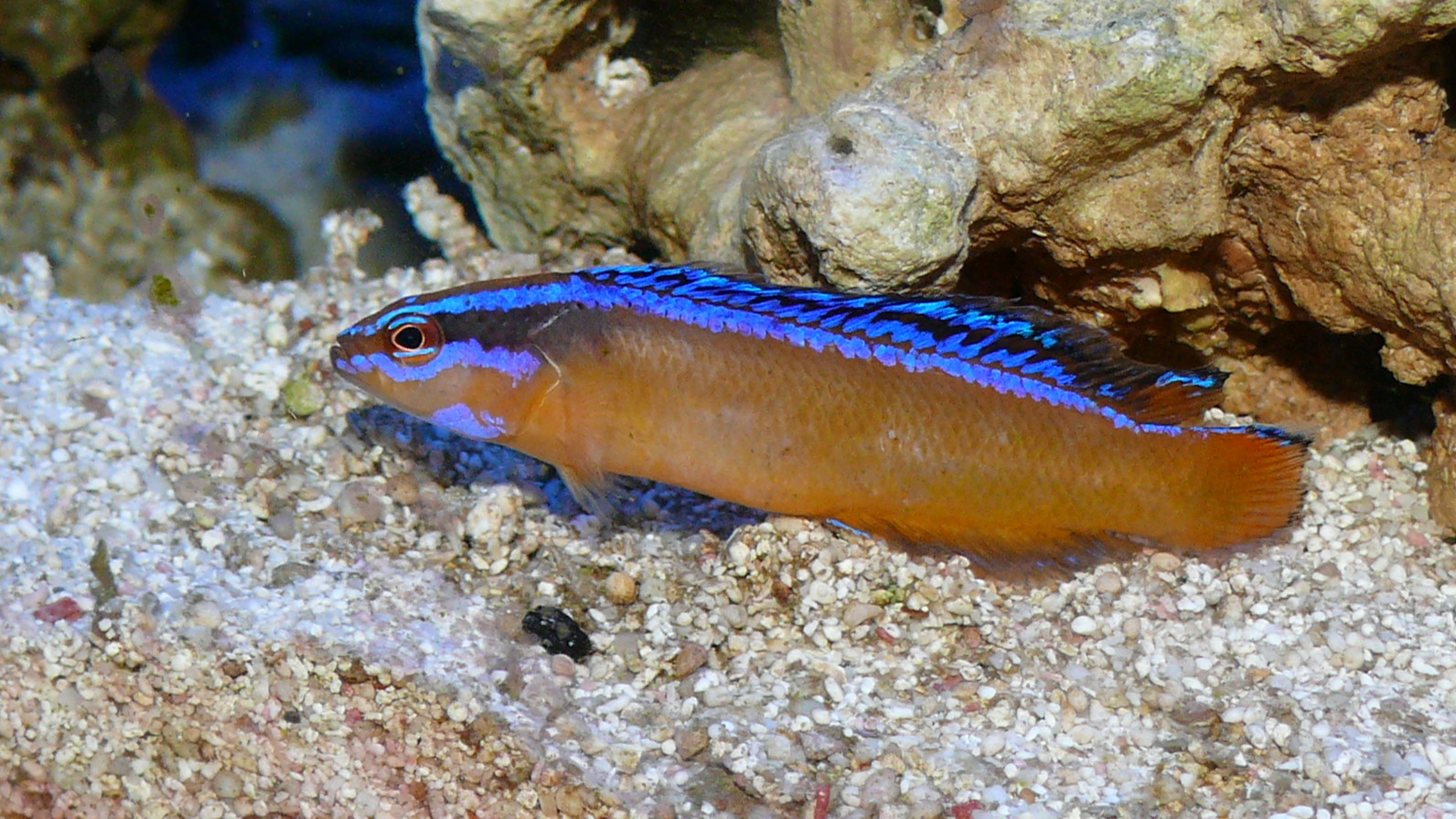
Pseudochromis aldabraensis